# Ollé
Ollé és un municipi francès, situat al departament de l'Eure i Loir i a la regió de Centre – Vall del Loira. L'any 2007 tenia 575 habitants.

## Demografia

### Població
El 2007 la població de fet d'Ollé era de 575 persones. Hi havia 200 famílies, de les quals 37 eren unipersonals (25 homes vivint sols i 12 dones vivint soles), 57 parelles sense fills, 94 parelles amb fills i 12 famílies monoparentals amb fills.
La població ha evolucionat segons el següent gràfic:
Habitants censats

### Habitatges
El 2007 hi havia 231 habitatges, 204 eren l'habitatge principal de la família, 15 eren segones residències i 11 estaven desocupats. 230 eren cases i 1 era un apartament. Dels 204 habitatges principals, 192 estaven ocupats pels seus propietaris, 9 estaven llogats i ocupats pels llogaters i 3 estaven cedits a títol gratuït; 5 tenien dues cambres, 27 en tenien tres, 47 en tenien quatre i 125 en tenien cinc o més. 163 habitatges disposaven pel capbaix d'una plaça de pàrquing. A 72 habitatges hi havia un automòbil i a 125 n'hi havia dos o més.

### Piràmide de població
La piràmide de població per edats i sexe el 2009 era:
| Homes | Edats   | Dones |
| ----- | ------- | ----- |
| 0     | 95 o +  | 0     |
| 0     | 90 a 94 | 4     |
| 4     | 85 a 89 | 0     |
| 8     | 80 a 84 | 0     |
| 0     | 75 a 79 | 16    |
| 8     | 70 a 74 | 16    |
| 16    | 65 a 69 | 8     |
| 4     | 60 a 64 | 12    |
| 8     | 55 a 59 | 12    |
| 12    | 50 a 54 | 12    |
| 24    | 45 a 49 | 20    |
| 32    | 40 a 44 | 28    |
| 24    | 35 a 39 | 20    |
| 16    | 30 a 34 | 20    |
| 16    | 25 a 29 | 12    |
| 12    | 20 a 24 | 24    |
| 24    | 15 a 19 | 16    |
| 24    | 10 a 14 | 28    |
| 32    | 5 a 9   | 20    |
| 8     | 0 a 4   | 12    |

## Economia
El 2007 la població en edat de treballar era de 392 persones, 300 eren actives i 92 eren inactives. De les 300 persones actives 280 estaven ocupades (154 homes i 126 dones) i 20 estaven aturades (6 homes i 14 dones). De les 92 persones inactives 26 estaven jubilades, 40 estaven estudiant i 26 estaven classificades com a «altres inactius».

### Ingressos
El 2009 a Ollé hi havia 219 unitats fiscals que integraven 622 persones, la mediana anual d'ingressos fiscals per persona era de 19.531 €.

### Activitats econòmiques
Dels 7  establiments que hi havia el 2007, 6 eren d'empreses de construcció i 1 d'una empresa de comerç i reparació d'automòbils.
Dels 6 establiments de servei als particulars que hi havia el 2009, 2 eren paletes, 3 fusteries i 1 lampisteria.
L'any 2000 a Ollé hi havia 19 explotacions agrícoles que ocupaven un total de 1.368 hectàrees.

## Poblacions més properes
El següent diagrama mostra les poblacions més properes.